# Liste des aéroports les plus fréquentés en Australie
Voici une liste des aéroports les plus fréquentés en Australie par trafic de passagers et par mouvements d'aéronefs.

## Arrivées et départs au total Australie

Nombre total d'arrivées mensuelles en Australie depuis 1976

## Statistiques
Pour des raisons techniques, il est temporairement impossible d'afficher le graphique qui aurait dû être présenté ici.

Voir la requête brute et les sources sur Wikidata.

## 10 principaux aéroports en fonction du nombre de passagers 1985–86-2017–18
| Rang | Aéroport                           | Ville                                  | IATA | 1985–86 | 1990–91 | 1995–96 | 2000–01 | 2005–06 | 2010–11 | 2015-16 | 2016-17 | 2017-18 |
| ---- | ---------------------------------- | -------------------------------------- | ---- | ------- | ------- | ------- | ------- | ------- | ------- | ------- | ------- | ------- |
| 1    | Aéroport Kingsford-Smith de Sydney | Sydney, Nouvelle-Galles du Sud         | SYD  | 9,498   | 12,361  | 19,878  | 25,814  | 28,996  | 35,958  | 41,105  | 42,614  | 44,035  |
| 2    | Melbourne Airport                  | Melbourne, Victoria                    | MEL  | 6,476   | 8,346   | 12,972  | 16,881  | 21,041  | 27,963  | 33,705  | 34,878  | 36,319  |
| 3    | Brisbane Airport                   | Brisbane, Queensland                   | BNE  | 3,457   | 5,246   | 9,236   | 12,467  | 16,016  | 19,975  | 22,320  | 22,653  | 23,238  |
| 4    | Perth Airport                      | Perth, Western Australia               | PER  | 1,939   | 2,508   | 4,145   | 5,162   | 7,005   | 10,890  | 12,558  | 12,453  | 12,433  |
| 5    | Adelaide Airport                   | Adelaide, South Australia              | ADL  | 2,082   | 2,461   | 3,743   | 4,443   | 5,767   | 7,279   | 7,778   | 7,999   | 8,274   |
| 6    | Gold Coast Airport                 | Gold Coast, Queensland                 | OOL  | 778     | 1,090   | 1,993   | 1,888   | 3,515   | 5,486   | 6,273   | 6,457   | 6,541   |
| 7    | Cairns Airport                     | Cairns, Queensland                     | CNS  | 578     | 1,288   | 2,595   | 2,891   | 3,731   | 3,859   | 4,711   | 4,898   | 4,969   |
| 8    | Canberra Airport                   | Canberra, Australian Capital Territory | CBR  | 1,008   | 1,124   | 1,750   | 2,107   | 2,550   | 3,241   | 2,831   | 3,013   | 3,179   |
| 9    | Hobart International Airport       | Hobart, Tasmania                       | HBA  | 506     | 590     | 850     | 974     | 1,606   | 1,903   | 2,313   | 2,441   | 2,596   |
| 10   | Darwin International Airport       | Darwin, Northern Territory             | DRW  | 407     | 496     | 932     | 1,078   | 1,219   | 1,680   | 2,041   | 2,093   | 2,030   |